# Starz Entertainment
Starz Entertainment Corp (ou simplement Starz Entertainment, anciennement Lions Gate Entertainment Corporation) est une entreprise canado-américaine. Son siège social est situé à Santa Monica en Californie.
Avant 2024, Lionsgate possédait des studios de cinéma et de télévision sous son propre nom. Ils ont depuis été intégrés à Lionsgate Studios, dont Starz détient 87 % jusqu'à sa scission le 6 mai 2025. L'entreprise est cotée au NASDAQ sous le symbole STRZ.

## Histoire
Lionsgate est fondée en 1997 à Vancouver.
En 2003, Lionsgate rachète Artisan Entertainment pour 220 millions de dollars.
En 2012, l'entreprise rachète Summit Entertainment.
Le 31 janvier 2016, Disney, la Fox et Lionsgate s'associent pour investir 50 millions d'USD dans le site et l'application de billetterie mobile Atom Tickets,. En juin 2016, Lionsgate annonce l'acquisition pour 4,4 milliards de dollars de Starz, issue d'une scission de Liberty Media.
Le 8 mars 2018, la société Atom Tickets, concurrente de Fandango, lève 60 millions d'USD auprès de ses partenaires, Fidelity Management and Research, Disney Accelerator, Lionsgate et 20th Century Fox,.
En mai 2019, Lionsgate propose la vente de Starz à CBS pour 5,5 milliards de dollars.
En novembre 2024, Lionsgate est rebaptisé Starz Entertainment pour se distinguer du studio Lionsgate Studios

## Télévision
Via la filiale Lionsgate Television, Lionsgate produit des émissions et séries télévisées.